# Something Happened to Me Yesterday
Pistes de Between the Buttons
Miss Amanda Jones
(11)
Something Happened to Me Yesterday est une chanson du groupe The Rolling Stones datant de 1967 et de l'album Between the Buttons. 
Écrite par Mick Jagger et Keith Richards et enregistrée en août 1966, Something Happened to Me Yesterday est la première chanson enregistrée incluant officiellement Richards dans le chant. Jagger chante les couplets, tandis que Richards chante le refrain. À noter que Brian Jones fait partie joue du saxophone accompagné de l’orchestre dirigé par l'arrangeur Mike Leander.
Les Rolling Stones n'ont jamais joué cette chanson en concert.

## Analyse artistique

### Analyse des paroles
Cette chanson serait une allusion à leurs premières expériences (alors récentes) en matière de drogue. Le narrateur parle de ses sensations, non pas pendant, mais après le trip. Il ressent le besoin de se confier à quelqu'un de totalement intégré dans la société traditionnelle : "Hier, il m'est arrivé quelque chose", lui dit-il. Est-ce légal ? Il ne le sait pas. Ce qu'il sait, c'est que c'était sensationnel, "quelque chose de très étrange", "qui m'a vraiment désarçonné". Un souvenir néanmoins : « Quelqu'un est en train de chanter fort de l'autre côté de la baie, assis sur une natte en train de prier.[...] Nous aimerions vous dire "Dieu vous bénisse" si vous êtes de sortie ce soir. »
Au moment de la sortie de la chanson, Jagger a déclaré: "Je laisse à l'auditeur d'imaginer ce qui s'est passé." Matthew Greenwald la considère comme "l'une [des] chansons les plus précises sur le LSD".
La chanson se termine par un passage parlé : "Eh bien merci beaucoup et maintenant je pense qu'il est temps pour nous tous de partir. Donc de nous tous à vous tous, sans oublier les garçons du groupe et notre producteur Reg Thorpe, nous aimerions vous dire "Dieu vous bénisse". Si vous êtes de sortie ce soir, n'oubliez pas, si vous êtes sur votre vélo, portez du blanc. Bonne soirée à tous". Mick Jagger a dit (en plaisantant) que ce passage est « quelque chose que je me souviens avoir entendu sur la BBC alors que les bombes larguaient ». Cependant, ce passage est une parodie de la série britannique Dixon of Dock Green alors en vogue. Dans cette série, le personnage principal est George Dixon, un simple policier qui, naturellement gentil, a du mal à savoir ce qui est légal et de ce qui ne l'est pas. Mais il aime surtout siffler.

### Structure musicale
La dernière chanson de l'album est une vraie réussite, une parenthèse inattendue de la part des Rolling Stones. Si Something Happened to me Yesterday est une offrande du groupe à la contre-culture des années 1960 à l'instar de Rainy Day Women #12 & 35 de Bob Dylan, ils l'expriment sur une musique mélangeant du music-hall et du vaudeville dans une ambiance proche des Kinks comme pour la chanson Cool, Calm and Collected. La chanson s'ouvre sur une fanfare très New Orleans avec trompette, trombone et tuba avant que Mick commence à chanter les couplets avec une voix sereine et amusée tandis qu'il cède sa place à Keith Richards aux refrains. L’alternance entre les deux chanteurs est excellente et renforce la farce des paroles. Les jeux de Keith aux guitares, Bill Wyman à la basse et Charlie Watts à la batterie sont bien à l'aise et décontractés, et le musicien Jack Nitzsche participe à la fête au piano.
Tous du long de la chanson, on entend des interventions régulières des cuivres (tuba, trompette, trombone), mais aussi une clarinette, un saxophone et un violon. Si Brian Jones joue du saxophone sur la chanson, il ne peut jouer ni maîtriser le reste de l'orchestre et il aurait fallu effectuer de nombreux overdubs ce qui est impossible car le groupe enregistre encore en quatre pistes. Le reste de l'orchestre est en réalité arrangée et dirigée par Mike Leander lors de la session aux studios IBC du 31 août au 3 septembre 1966 qui étaient également consacrées aux cuivres du single Have You Seen your Mother, Baby.... 

## Fiche de production
- Mick Jagger : chant
- Keith Richards : chant, guitare acoustique, guitare rythmique électrique
- Brian Jones : saxophone (crédité jouant l'orchestre)[7],[8]
- Bill Wyman : basse
- Charlie Watts : batterie
- Jack Nitzsche : piano
- Mike Leander Orchestra (non crédité) : trompette, tuba, clarinette, trombone, violon[5]
- Andrew Loog Oldham : production
- Dave Hassinger : ingénieur du son au studio RCA